# Stazione di La Trencia
La stazione di La Trencia è una stazione ferroviaria di Napoli, posta sulla ferrovia Circumflegrea gestita dall’Ente Autonomo Volturno. È situata in via Empedocle, nel quartiere Pianura, e, prende il nome da Via Vicinale Trencia, posta a pochi passi da Via Empedocle.
La stazione fu ristrutturata nel 2005 dall'architetto Nicola Pagliara, sostituendo il precedente edificio con uno nuovo. Di fatto, la stazione, che fino ad allora era scavata in una trincea aperta, è stata interrata, coprendo la trincea.

## Strutture e impianti
La stazione, sotterranea, ha attualmente in uso un solo binario. L'altro, su diverso piano, si trova dietro una parete di cartongesso tra il piano iniziale e l'attuale piano binari, parete che verrà abbattuta quando verrà completato il servizio a doppio binario sulla linea. La stazione possiede inoltre una biglietteria con annessa edicola, un ascensore, nonché 4 scale mobili.

## Movimento
Il traffico passeggeri è ottimo in tutte le ore del giorno.